# Bergvattssjön (Bjurholms socken, Ångermanland)
Bergvattssjön är en sjö i Bjurholms kommun i Ångermanland och ingår i Gideälvens huvudavrinningsområde. Sjön har en area på 0,0683 kvadratkilometer och ligger 325,6 meter över havet.

## Delavrinningsområde
Bergvattssjön ingår i det delavrinningsområde (710066-163211) som SMHI kallar för Inloppet i Översjön. Medelhöjden är 319 meter över havet och ytan är 13,22 kvadratkilometer. Räknas de 2 avrinningsområdena uppströms in blir den ackumulerade arean 38,35 kvadratkilometer. Noret som avvattnar avrinningsområdet har biflödesordning 2, vilket innebär att vattnet flödar genom totalt 2 vattendrag innan det når havet efter 110 kilometer. Avrinningsområdet består mestadels av skog (87 procent). Avrinningsområdet har 0,07 kvadratkilometer vattenytor vilket ger det en sjöprocent på 0,5 procent.